# Суф'ян Ель-Каруані
Суф'ян Ель-Каруані (нід. Souffian El Karouani, араб. سفيان الكرواني, нар. 19 жовтня 2000, Гертогенбос) — нідерландський і марокканський футболіст, захисник клубу «Утрехт».
Виступав, зокрема, за клуб «Неймеген» та національну збірну Марокко.

## Клубна кар'єра
Народився 19 жовтня 2000 року в місті Гертогенбос. Вихованець юнацьких команд низки нідерландських футбольних клубів.
У дорослому футболі дебютував 2019 року виступами за команду «Неймеген», в якій від початку сезону 2020/21 вже був основним гравцем.

## Виступи за збірну
2021 року погодився на рівні збірних захищати кольори своєї історичної батьківщини і дебютував в офіційних матчах у складі національної збірної Марокко.
У складі збірної був учасником Кубка африканських націй 2021 року, що проходив на початку 2022 року в Камеруні.

## Досягнення
Особисті
- Команда місяця Ередивізі (3): травень 2022[1], березень 2025[2], квітень 2025[3]